# Чон Бугён
Чон Бугён (кор. 정부경; 26 мая 1978, Сеул) — южнокорейский дзюдоист суперлёгкой и полулёгкой весовых категорий, выступал за сборную Южной Кореи в конце 1990-х — середине 2000-х годов. Серебряный призёр летних Олимпийских игр в Сиднее, двукратный чемпион Азии, чемпион мира среди студентов, чемпион командного мирового первенства, победитель многих турниров национального и международного значения. Также в период 2007—2009 годов принимал участие в боях по смешанным правилам, но без особого успеха.

## Биография
Чон Бугён родился 26 мая 1978 года в Сеуле. Активно заниматься дзюдо начал в возрасте одиннадцати лет, первое время проходил подготовку под руководством собственного отца, позже продолжил тренироваться во время обучения в Корейском национальном спортивном университете, который окончил в 2001 году.

### Дзюдо
Впервые Чон заявил о себе в 1998 году на студенческом чемпионате мира по дзюдо в Праге, где одолел всех своих соперников в суперлёгкой весовой категории и завоевал тем самым золотую медаль. Первого серьёзного успеха на взрослом международном уровне добился в сезоне 1999 года, когда попал в основной состав корейской национальной сборной и побывал на чемпионате Азии в Вэньчжоу, откуда привёз награду золотого достоинства, выигранную в том же суперлёгком весовом дивизионе.
Благодаря череде удачных выступлений удостоился права защищать честь страны на летних Олимпийских играх 2000 года в Сиднее — на пути к финалу взял верх над всеми четырьмя соперниками, в том числе над чемпионом Европы из Грузии Нестором Хергиани на стадии 1/32 финала, однако в решающем поединке встретился с олимпийским чемпионом японцем Тадахиро Номурой и проиграл ему иппоном уже на четырнадцатой секунде схватки, получив таким образом серебряную олимпийскую медаль.
После сиднейской Олимпиады Чон Бугён остался в основном составе дзюдоистской команды Южной Кореи и продолжил принимать участие в крупнейших международных турнирах, хотя перешёл при этом в полулёгкую весовую категорию. Так, в 2003 году он одержал победу на домашнем азиатском первенстве в Чеджу, в том числе в финале победил монгола Гантумурийна Дашдава. Пытался пройти отбор на Олимпийские игры в Афинах, однако на квалификационном турнире потерпел поражение от конкурента по команде Пан Кыймана и лишился всяких шансов на отбор. Последний раз показал сколько-нибудь значимый результат в 2005 году, когда в полулёгком весе выиграл командный чемпионат мира в Каире. Вскоре по окончании этих соревнований принял решение завершить карьеру профессионального дзюдоиста, уступив место в сборной молодым корейским спортсменам.

### Смешанные единоборства
В 2007 году Чон дебютировал в смешанных единоборствах, приняв участие в предновогоднем бойцовском турнире Yarennoka! и встретившись с японцем Синъей Аоки — вышел на замену вместо травмировавшегося бразильца Жесиаса Кавалканте из American Top Team. Их бой продлился оба пятиминутных раунда, в итоге Аоки победил единогласным решением судей, хотя и не имел явного преимущества.
Когда в 2008 году в Японии появилась новая бойцовская организация Dream, Чон сразу же подписал с ней контракт — провёл здесь два боя в рамках гран-при лёгкого веса, оба боя проиграл: единогласным судейским решением уступил Мицухиро Исиде и был нокаутирован во втором раунде Дайсукэ Накамурой. Последний раз выходил на ринг в феврале 2009 года в Токио в полуфинале турнира легковесов Deep, однако вновь проиграл, на сей раз техническим нокаутом Кацунори Кикуно.